# Moscú contraataca
Moscú contraataca (en ruso: Разгром немецких войск под Москвой, romanizado: Razgrom Nemetskikh Voysk Pod Moskvoy, lit. 'La derrota de las tropas alemanas cerca de Moscú') es un documental de guerra soviético sobre la Batalla de Moscú, ocurrida entre octubre de 1941 y enero de 1942, dirigido por Ilya Kopalin y Leonid Varlamov. Fue una de las cuatro películas que ganaron el Premio de la Academia de 1942 a la Mejor Película Documental.

## Sinopsis
La película comienza en Moscú, con civiles preparando defensas en las calles. Hombres vestidos de civil armados con rifles se preparan para la batalla. Las mujeres fabrican vainas y preparan granadas de mano. Un aparentemente enorme Stalin pronuncia un discurso de batalla en la Plaza Roja ante miles de soldados del Ejército Rojo que desfilan con capotes, ushankas y bayonetas caladas.
Hombres, camiones, tanques y artillería avanzan hacia la batalla. Los cañones antiaéreos disparan hacia el cielo nocturno, que está atravesado por haces de reflectores. Un bombardero alemán estrellado se ve en primer plano. Los cazas y bombarderos rusos están preparados y armados.
Los cañones de artillería de diversos tipos disparan muchas veces. Los tripulantes de los tanques suben a sus tanques y saltan a bordo. Los tanques corren a través de llanuras cubiertas de nieve hacia el enemigo. Tropas camufladas en la nieve se lanzan en paracaídas detrás de las líneas enemigas. Recolectan esquís que se les lanzan en paracaídas y van a la batalla, recostándose bajo el fuego antes de atacar nuevamente. Los tanques se lanzan desde un bosque a través de la nieve, los soldados de infantería cabalgan en sus cubiertas traseras o esquian hacia la batalla en grandes cantidades. Un tanque es golpeado y explota a medida que avanza el ataque. La infantería rusa con abrigos asalta una aldea y despeja las casas de los soldados alemanes que se rinden. Pueblos y ciudades son liberados. Los soldados rusos son recibidos por civiles sonrientes. Una anciana besa a varios soldados.
Se muestran las atrocidades alemanas. Las casas elegantemente conservadas del dramaturgo Antón Chéjov y el novelista León Tolstói se ven gravemente dañadas, las exhibiciones del museo destruidas. Se muestran los cuerpos de los civiles asesinados. Cantidades de blindados y transportes alemanes destruidos se encuentran dispersos por el paisaje. La artillería capturada se utilizará contra los alemanes. Los cuerpos de los alemanes muertos se ven congelados en la nieve. Los mapas muestran el alcance del avance ruso. La línea del frente se ha retirado lejos de Moscú.

## Producción

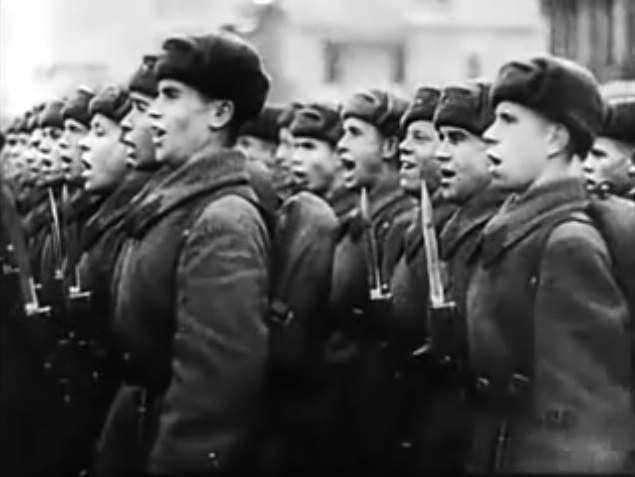
Soldados del Ejército Rojo aclaman a Stalin en la Plaza Roja

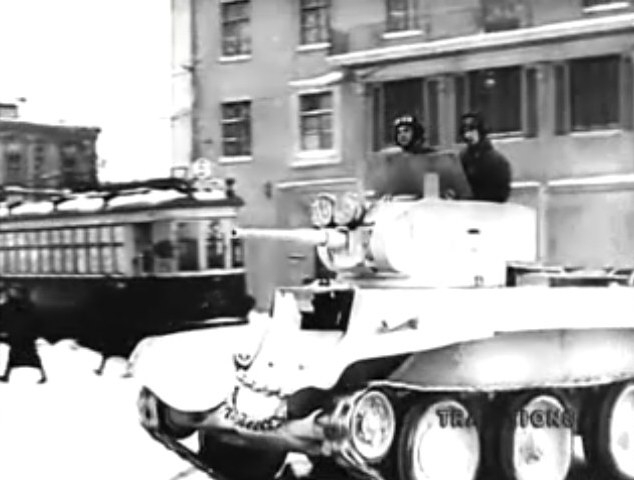
Tanques ligeros soviéticos camuflados de blanco se dirigen a la batalla

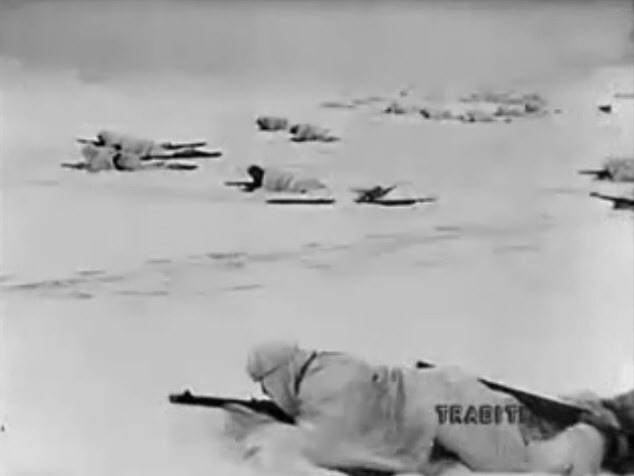
Las tropas de esquí se arrastran a través de la nieve bajo el fuego enemigo

A finales de noviembre de 1941, Iósif Stalin llamó al presidente del Comité de Cinematografía del Consejo de Comisarios del Pueblo de la URSS, Iván Bolshakov, y le dijo: «Vamos a golpear a los alemanes con un golpe tremendo. Creo que no lo soportarán y retrocederán... Tenemos que plasmar todo esto en una película y hacer una buena película». Stalin exigió informarle sobre la preparación y el progreso de la filmación. Le dio gran importancia a esta película, su intención era utilizarla para levantar la moral de las tropas y del pueblo soviético. Se seleccionaron dos directores: Leonid Varlamov e Ilya Kopalin.
El director de fotografía Roman Karmen escribió en sus memorias, tituladas Но пасаран! (¡No Pasarán!)ː

El grupo de cine del Frente Occidental, junto con los operadores del Estudio Central, que filmaron en Moscú, no contaba con más de treinta personas. No es difícil imaginar la carga que cayó sobre todos los que filmaron en esos días. Los reporteros de cine estaban asignados a los ejércitos, pero al mismo tiempo, cada uno era responsable de una amplia parte del frente, el camarógrafo debía, según el curso de los acontecimientos, tomar decisiones independientes, actuar con maniobrabilidad, sin esperar órdenes. La gente trabajaba con extrema tensión. Se sintieron especialmente inspirados cuando se enteraron de que se decidió crear la película «La derrota de las tropas alemanas cerca de Moscú», el primer documental militar de larga duración, editores, asistentes, editores, un gran destacamento de documentalistas dirigido por los directoresː Ilya Kopalin, Leonid Varlamov y Roman Grigoriev.

A cada camarógrafo de primera línea se le asignó una tarea específica. Roman Karmen y Georgi Bobrov fueron a la ciudad de Volokolamsk junto con las unidades soviéticas y capturaron imágenes terribles de la barbarie nazi: una horca en la plaza y ocho miembros del Komsomol ahorcados. Boris Nebylitsky filmó la destrucción del 2.º Ejército Panzer alemán en la operación Tula. También registró la batalla por Kalinin y la entrada de las unidades avanzadas del Ejército Rojo en la ciudad. Los camarógrafos Iván Beliakov y Mijaíl Shneiderov filmaron la huida de los alemanes de Klin desde los aviones. Pável Kasatkin y Teodor Bunimovich participaron en salidas de combate de los Guardias, aplastando al enemigo en retirada. Las batallas por las ciudades de Epifan y Mijalkov, así como la destrucción de Yasnaya Polyana, fueron filmadas por Vasili Solovyov y Semión Sher. A la captura de la ciudad de Maloyaroslavets asistieron Vladímir Yeshurin y el subjefe del grupo de cine de primera línea Pável Pavlov-Roslyakov, quienes murieron en batalla (ambos sin acreditar).
También se filmó el desfile en la Plaza Roja en honor del vigesimocuarto aniversario de la Revolución de Octubre, el 7 de noviembre de 1941, del que los soldados que participaron fueron directamente al frente. No fue posible grabar el discurso de Stalin desde la tribuna del mausoleo de Lenin. Por lo que más tarde, en la Sala de San Jorge del Kremlin, repitió su discurso para incluirlo en la película.
La película también utilizó materiales del noticiero «En defensa de los nativos de Moscú» sobre la contraofensiva del Ejército Rojo.
El director de la película, Ilya Kopalin, recordó en su libro На защиту родной Москвы ("En defensa del Moscú natal")ː

El sótano del estudio se convirtió en una especie de apartamento donde vivíamos como en un cuartel. Por la noche, discutimos con los operadores la tarea para el día siguiente, y por la mañana los autos llevaron a los operadores al frente para regresar por la noche con el metraje. El rodaje fue muy difícil. Treinta grados bajo cero. El mecanismo de la cámara de cine se congeló y se atascó con nieve, las manos entumecidas se negaron a actuar. Hubo casos en que el cuerpo de un camarada fallecido y el equipo roto yacían en un automóvil que regresaba del frente. Pero la comprensión de que el enemigo se estaba retirando de Moscú, que el mito de la invencibilidad de los ejércitos fascistas se estaba derrumbando, dio fuerza.

Entendimos que la película debía hacerse lo antes posible, que el pueblo debía ver los frutos de las primeras victorias de su ejército en la pantalla lo antes posible. E inmediatamente del laboratorio, el material pasó a la mesa de edición. Lo montaron día y noche, en frías salas de montaje, sin ir al refugio ni siquiera con ataques aéreos... A finales de diciembre de 1941 se completó la instalación del cuadro. En el enorme pabellón frío del estudio, comenzó el doblaje. Ha llegado la grabación emocionante más responsable: la Quinta Sinfonía de Chaikovski. Ligera melodía rusa, airada protesta, sollozos acordes. Y en la pantalla hay ciudades quemadas, horcas, cadáveres, ya lo largo de todo el camino de retirada de los nazis, rastros de violencia y barbarie. Escuchamos música, miramos la pantalla y lloramos. Los músicos lloraban, tocando a duras penas con sus manos heladas.

Stalin revisó el material en varias etapas del desarrollo de la película e hizo numerosas correcciones. Ante su insistencia, el texto del locutor «innecesariamente agitado, ruidoso» se acortó, se volvió más comedido, explicativo y ordenó acompañar las tomas más terribles con la sinfonía n.º 5 de Piotr Chaikovski. Después de que se hicieran varios retoques y modificaciones, Stalin, junto con otros miembros del Comité de Defensa del Estado, volvieron a ver la película y la aprobaron. Para el vigesimocuarto aniversario del Ejército Rojo, se imprimieron 800 copias de películas, la circulación máxima en ese momento.
La película se estrenó en la URSS el 18 de febrero de 1942, y más tarde fue un éxito en los países aliados. En Estados Unidos la vieron dieciséis millones de personas.
El periódico Pravda del 20 de febrero de 1942 escribió   

El 18 de febrero comenzó en las pantallas del país la exhibición de la película "Moscú contraataca". El primer día lo presenciaron 83.700 trabajadores, empleados, combatientes, comandantes y trabajadores políticos del Ejército Rojo. El público recibió con entusiasmo la película. En los cines Khudozhestvenny, Fórum y otros, los participantes en batallas inolvidables cerca de Moscú actuaron antes de las proyecciones. En el teatro "Drummer", el director-portador de la orden A. Varlamov y los camarógrafos que filmaron la película  hablaron sobre cómo se creó. En el primer cine, el director, ganador del Premio Stalin I. Kopalin, los camarógrafos T. Bobrov, A. Lebedev e I. Belyakov se reunieron con el público.

## Versión en inglés
La narración de la versión en inglés fue escrita por Albert Maltz, con escritura no acreditada de Jay Leyda y Elliot Paul. La película está narrada por Edward G. Robinson. Fue distribuida por Artkino Pictures y Republic Pictures. La película se proyectó por primera vez en cines en Nueva York el 15 de agosto de 1942 en el Globe Theatre. En el momento del estreno The New York Times lo definió como: «Documental ruso producido por Central Studios de Moscú, URSS; comentario en inglés de Albert Maltz, narrado por Edward G. Robinson; edición y montaje de Slavko Vorkapich; partitura musical de Dimitri Tiomkin; publicado aquí a través de Artkino Pictures, Inc. en el Globe Theatre». Se incluyeron escenas de la película documental La batalla de Rusia de Frank Capra.

## Recepción

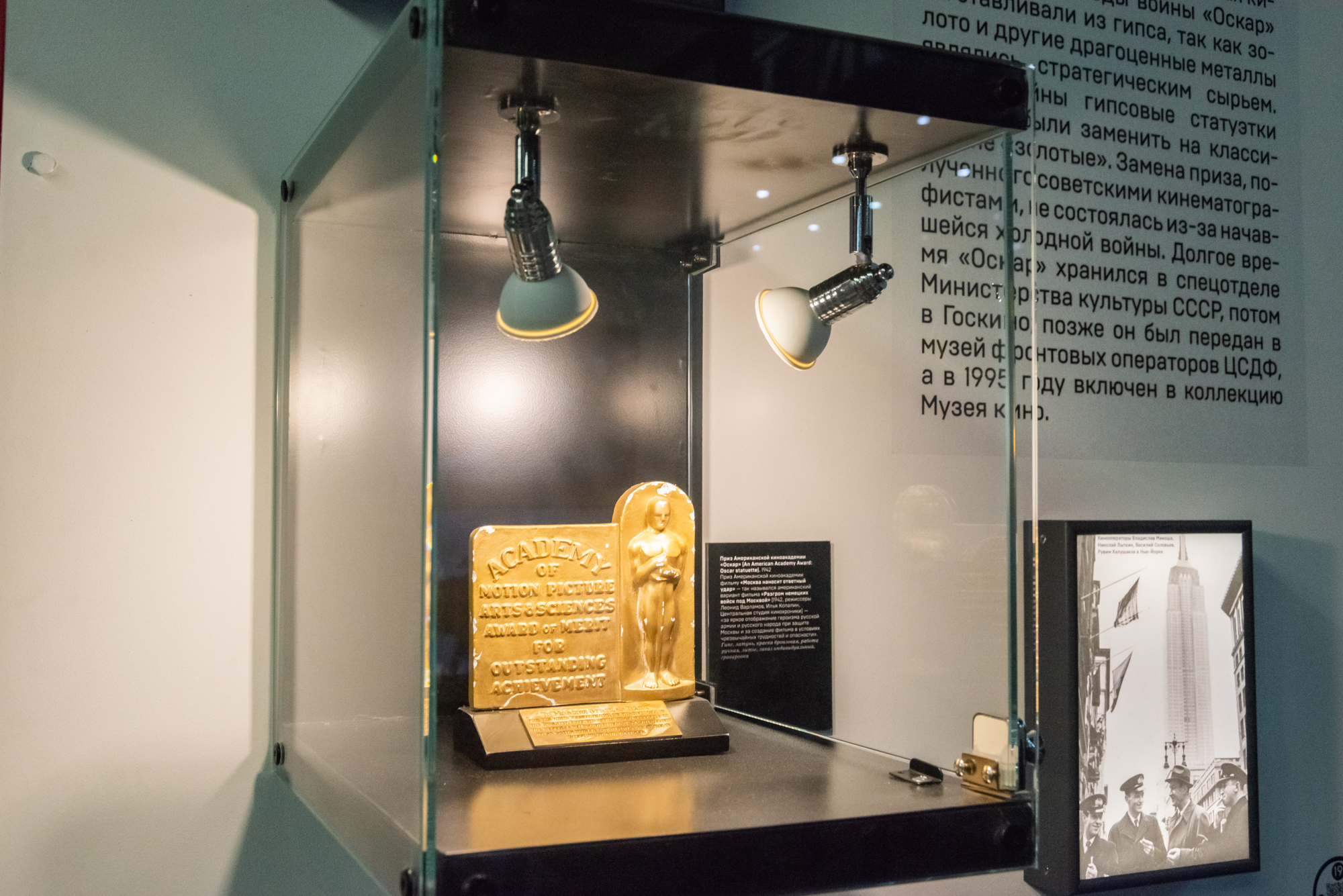
Placa de yeso de los Oscar de la época de la guerra, Museo Estatal Central de Cine de Moscú. Debido a la escasez de metal durante la guerra, los premios Oscar se fabricaron con yeso pintado durante tres años. Después de la guerra, la academia invitó a los destinatarios a canjear las figuras de yeso por otras de metal dorado.

En 1942, el The New York Times comenzó su reseña con las palabras: 

De la gran contraofensiva de invierno que comenzó el 6 de diciembre del año pasado en los accesos a Moscú, los camarógrafos rusos de primera línea han traído una película que vivirá en los archivos de nuestro tiempo. Moscú Contraataca, ahora en el Globe, no es una película para ser descrita en los términos ordinarios de un crítico, ya que estos eventos no fueron escenificados ante una cámara y arreglados artísticamente; fueron grabados en medio de una lucha que no conoció cuartel. Sin embargo, aquí hay una película para anudar el puño y apoderarse del corazón con ira, una película que hiere como una bofetada a la complacencia, un azote y un golpe contra el delirio de que aún puede haber una salida fácil. Aquí hay una película para levantar el espíritu con el coraje de un pueblo que ha hecho todo lo posible"
.

El crítico del Times describe la película en detalle, admitió que las palabras son inadecuadas y agregó que «el salvajismo de ese retiro es un espectáculo para aturdir la mente». Él encuentra «infinitamente más terrible» la vista de las atrocidades, «los niños desnudos y masacrados tendidos en espantosas filas, los jóvenes colgando sin fuerzas en el frío de una horca desvencijada, pero lo suficientemente fuerte». La reseña concluye que «Decir que "Moscú contraataca" es una gran película es caer en un cliché inapropiado». La edición de Slavko Vorkapich se describe como brillante; La escritura de Albert Maltz es concisa, la voz en off de Robinson es conmovedora, «pero eso no cuenta la historia de lo que han hecho los heroicos camarógrafos», filmando «en medio de la furia de la batalla».
Según la historiadora de arte rusa Liudmila Dzhulai, desde un punto de vista puramente cinematográfico, no hay experimentos o refinamientos puramente formales en la imagen, ya que esto fue dictado por las especificidades del material documental, que cubría un amplio panorama de la guerra: «El contenido de los episodios, fotogramas, comentarios fue importante: detalles informativos». El estilo de la película estaba totalmente predeterminado por la idea de proteger la capital de la URSS, la Patria y el pueblo soviético. En su opinión, fue esta sencillez y claridad estilísticas las que predeterminaron que la película resultara convincente desde el punto de vista artístico y le valiera el reconocimiento internacional.

## Premios
La película recibió el Premio Stalin en el campo de la literatura y el arte de 1941. De acuerdo con el Decreto del Consejo de Comisarios del Pueblo de la URSS «Sobre la concesión de los Premios Stalin en el campo del arte y la literatura para 1941», el premio por un monto de 100 000 rublos se otorgó a los directores Leonid Varlamov, Ilya Kopalin, a los camarógrafos Georgy Bobrov, Teodor Bunimovich, Pavel Kasatkin, Anatoli Krylov, Alexéi Lebedev, Mijaíl Shneiderov y Alexander Elbert. Dado que la película se completó en 1942, desde un punto de vista formal, debería haber sido premiada al año siguiente, pero se hizo una excepción.
En Estados Unidos, fue una de las cuatro películas ganadores de la 15.ª edición de los Premios de la Academia a la Mejor Película Documental (junto con las películas The Battle of Midway, The Kokoda Line! y Prelude to War). Este fue el primer Oscar de la URSS, otorgado a la versión estadounidense de la película. Esta versión había sido acortado en 14 minutos, recortado y re-narrado, eliminando en su mayor parte las menciones a la ideología soviética, del original en ruso. Obtuvo una audiencia estadounidense de unos dieciséis millones. También ganó el premio de la National Board of Review of Motion Pictures al mejor documental en 1942 y los Premios del Círculo de Críticos de Cine de Nueva York a la Mejor Película de Hechos de Guerra.
Los directores de la película no estuvieron presentes en la ceremonia de entrega del Oscar, el premio se entregó al representante de la misión diplomática soviética en los Estados Unidos, Leonid Antonov. Unos meses más tarde, el cónsul soviético en Los Ángeles, Mijaíl Mukasey, entregó la figurilla a Vladislav Mikosha, quien la llevó a Moscú. Este Oscar, realizado en yeso y pintado con pintura dorada, para ahorrar metal, se conserva en el Museo Estatal Central de Cine de Moscú. Tras la el final de la guerra, los Oscar de yeso deberían ser cambiados por las figuras de metal doradas, pero debido al comienzo de la Guerra Fría esto no ocurrió.